# ティンダ川
ティンダ川（ティンダがわ、ロシア語: Тында）とは、ロシア連邦アムール州を流れるアムール川の支流の一つ。ギリウイ川に流れ込み、ゼヤ川を経由してアムール川に到達する。
1998年までは、アムール川流域の主要河川の一つであったが、流域の乾燥に伴い浅くなった。流域には同名の町ティンダがある。

## 概要
チェルニシェフ山脈の南斜面に端を発し、長さは112キロ、流域面積は4280平方キロメートル。しばらく北東にすすみ、ティンダ市内で東に転回し、ペルヴォメイスコエ村付近でギリウイ川の右岸から合流する。
夏でも水温は4℃程度で7℃を超えることはほぼない。1990年代までは5m以上の深さがあったが、いくつかの地下水源の枯渇により1998年には3mほどとなった。2004年にはさらに浅くなり小川程度となったが、雨季には2mまで回復する。冬季にはほぼ枯れ、残ったところも凍結する。遅くとも10月1日から6日の間には凍結するがこれはアムール地方で最も早い。したがって、漁船は春の洪水と夏の雨季の間にしか操業できない。
川には2本の歩行者橋と3本の鉄道橋、1本の道路橋がかけられている。